# بخش مرکزی شهرستان هویزه
بخش مرکزی شهرستان هویزه یکی از بخش‌های شهرستان هویزه در استان خوزستان ایران است.

## جمعیت
براساس سرشماری مرکز آمار ایران در سال ۱۳۹۰، جمعیت بخش مرکزی شهرستان هویزه ۲۵۲۵۲ نفر بوده‌است.

## تقسیمات کشوری
بخش مرکزی شهرستان هویزه از دو دهستان تشکیل شده‌است:
- دهستان هویزه جنوبی
- دهستان هویزه شمالی